# Hedge End
Hedge End est une commune et paroisse civile du Hampshire, en Angleterre. Situé à l'est de la ville de Southampton, il jouxte les quartiers de West End et de Botley. Hedge End se trouve dans l'arrondissement d'Eastleigh et fait partie de la zone urbaine de Southampton.

## Histoire

### Origine

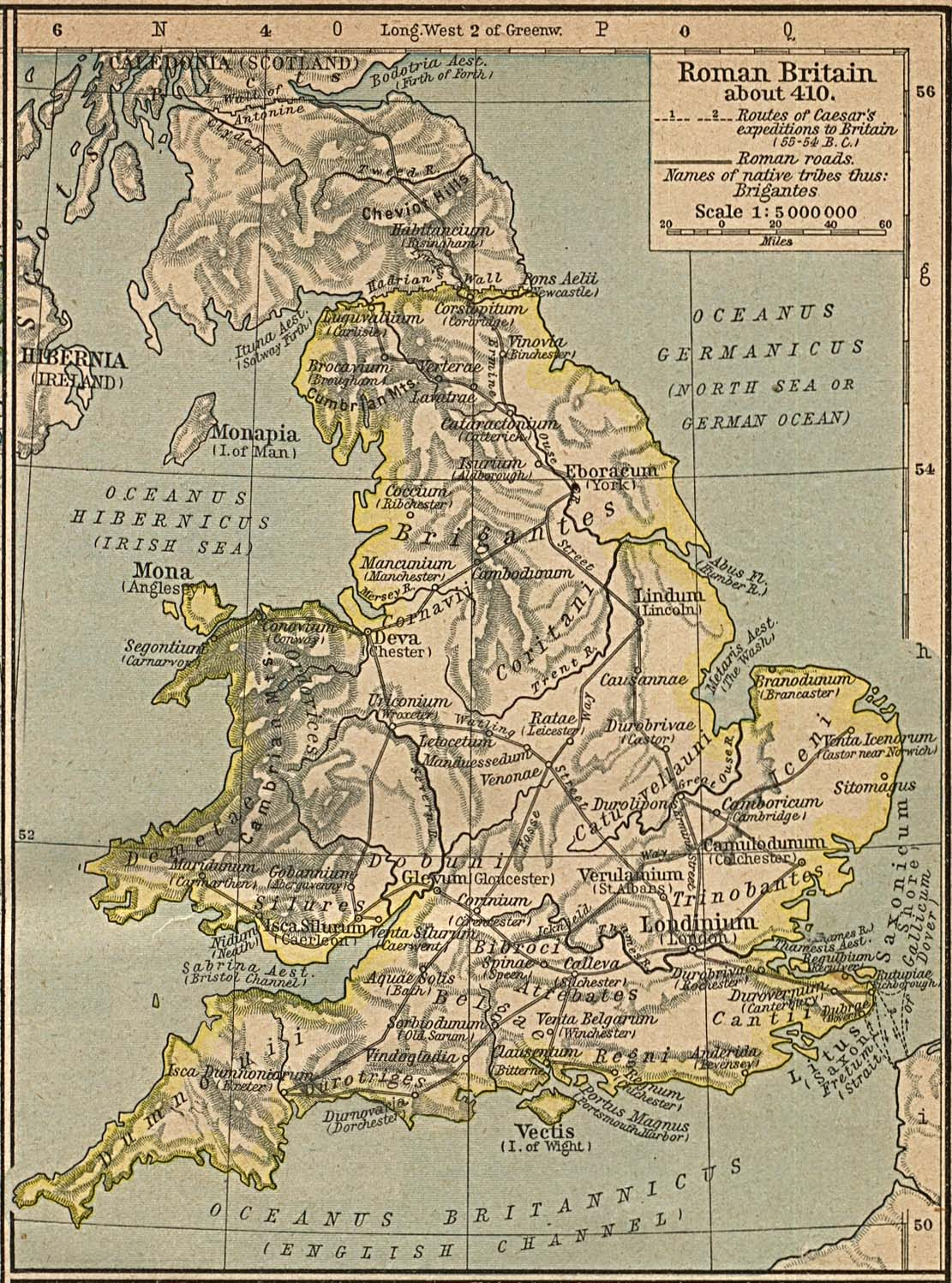
Carte de la Grande-Bretagne romaine, montrant la route de Clausentum à Chichester

Les celtes Belges habitent la région de Hedge End avant la conquête romaine. Une voie romaine de Clausentum (un port fortifié dans ce qui est maintenant Bitterne, Southampton) traverse la région vers Portus Adurni (château de Portchester) et Noviomagus Reginorum (Chichester), . La traversée de la rivière Itchen à Mansbridge et la traversée de la rivière Hamble à Botley datent de l'an 932,. 
Le hameau d'origine de Hedge End s'est d'abord établi sur Botley Common. Cette terre a été accordée aux hommes de Botley comme pâturage commun en 1250. 
En 1267, les chartes royales ont permis à Botley d'organiser une foire annuelle et un marché hebdomadaire. C'est devenu un bourg.
L'origine du nom Hedge End est incertaine, mais il était utilisé au début du XVIIIe siècle. Hedge End est marqué sur une carte de 1759 de Southampton.
Le  Mouvement des enclosures met fin au système d'agriculture ouverte sur les terres communales. Ces terres devaient être clôturées et détenir un titre de propriété. Cela a permis à un certain nombre de fermes de s'établir dans la région de Hedge End à la fin des XVIIIe et XIXe siècles.

### Village en croissance

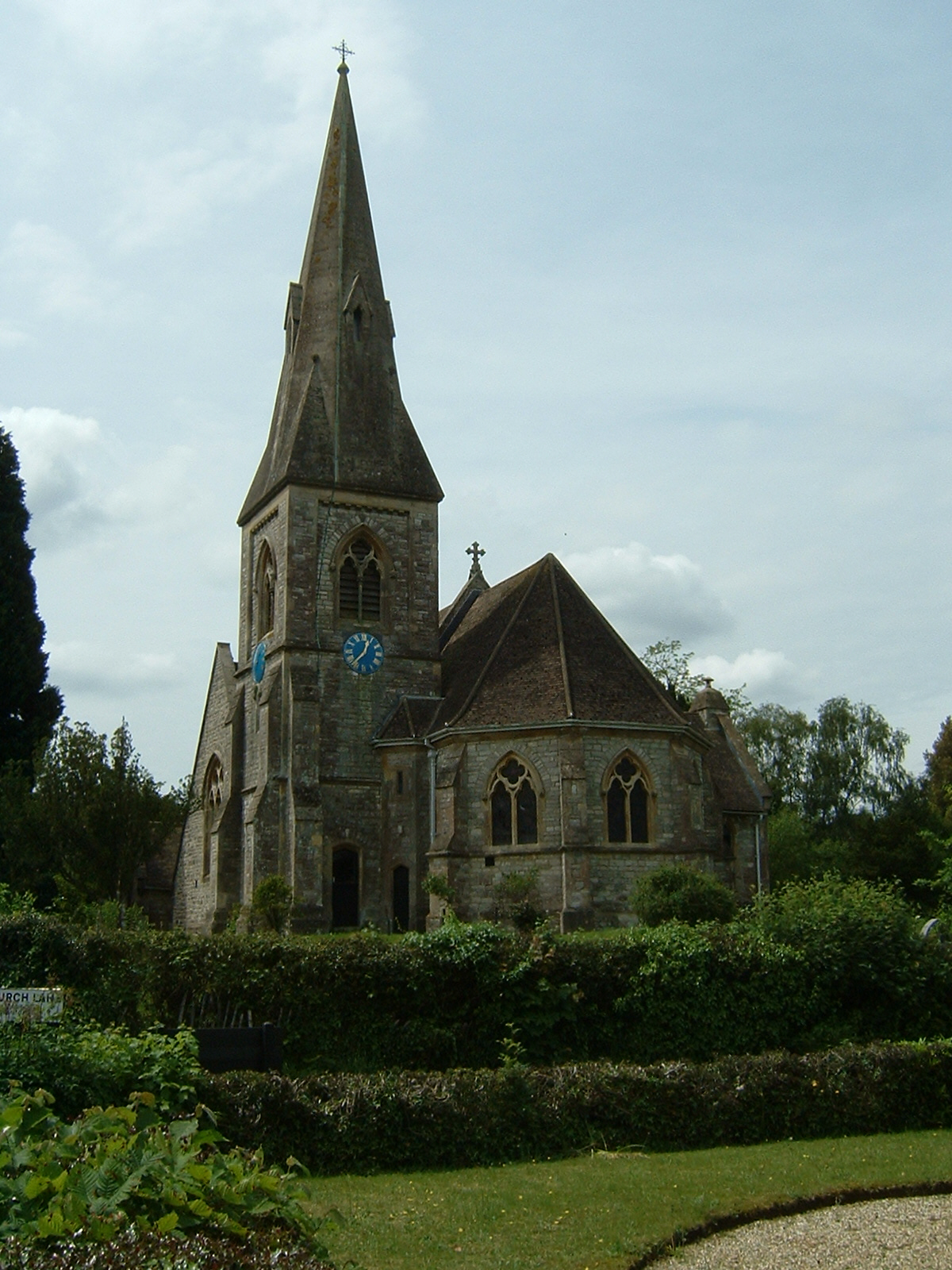
Église Saint-Jean, Hedge End

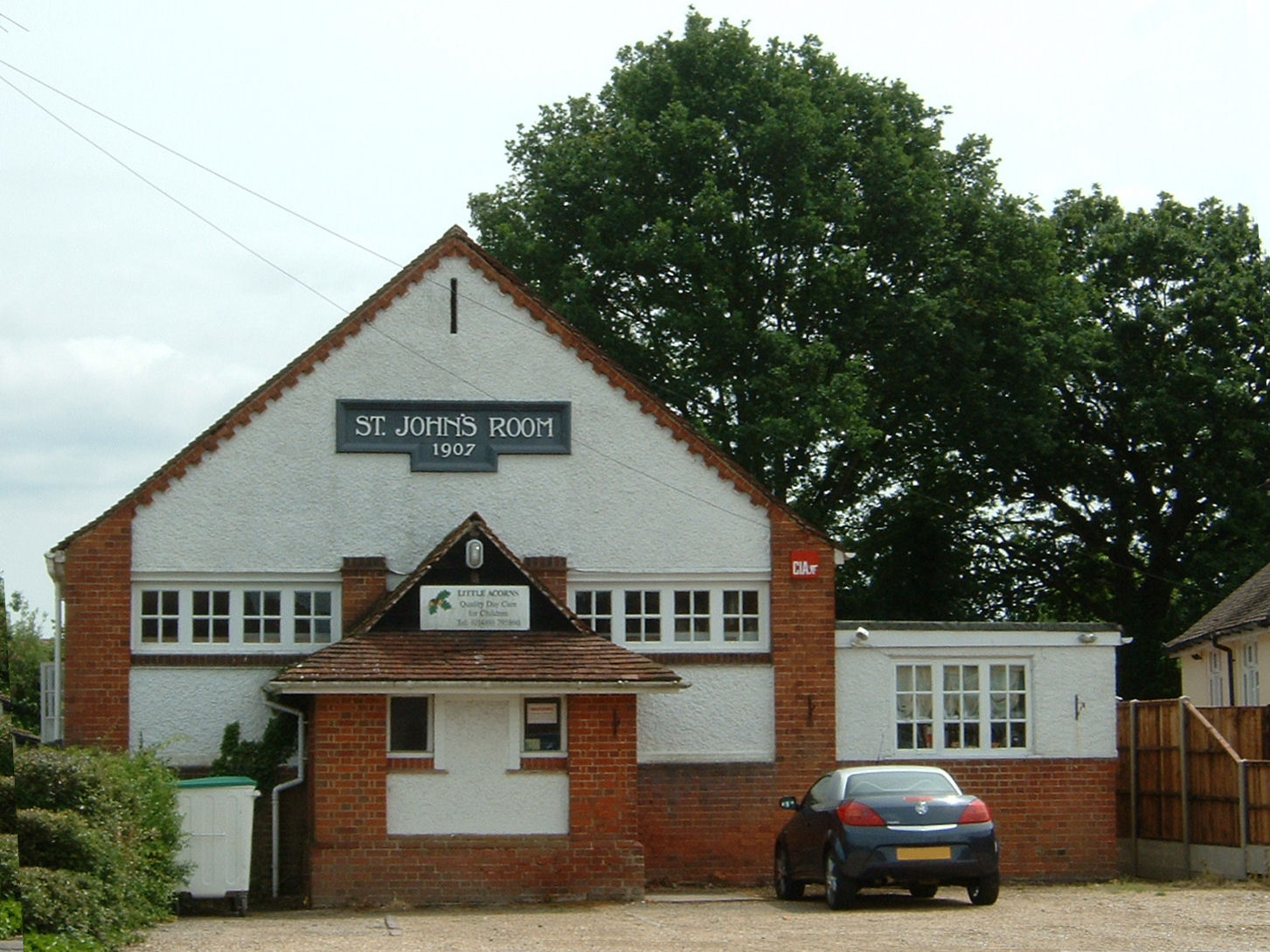
St John's Rooms, Hedge End

Le développement de deux nouvelles routes pour desservir les ponts à péage de Northam et de Woolston a rapproché les voyageurs de Hedge End. En 1839, une autre nouvelle route a été construite pour permettre l'accès au Pont Flottant à Woolston. Cette nouvelle route traverse le centre de Botley Common, ouvrant la voie à un développement ultérieur.
L'école St. John's a été construite en 1863, admettant ses 13 premiers enfants le 18 janvier 1864. En 1885, le bâtiment avait été agrandi deux fois. En 1888, le bâtiment servait également de bibliothèque.
L'église Saint-Jean a été consacrée le 15 juillet 1874, la construction ayant commencé en 1873 sur une conception de John Colson,. En février 1876, elle est constituée en paroisse distincte,.
À la fin du XIXe siècle, Hedge End se concentre sur la culture de la fraise. Ses produits sont expédiés à Londres et en Écosse par train depuis la gare de Botley.

### Seconde guerre mondiale

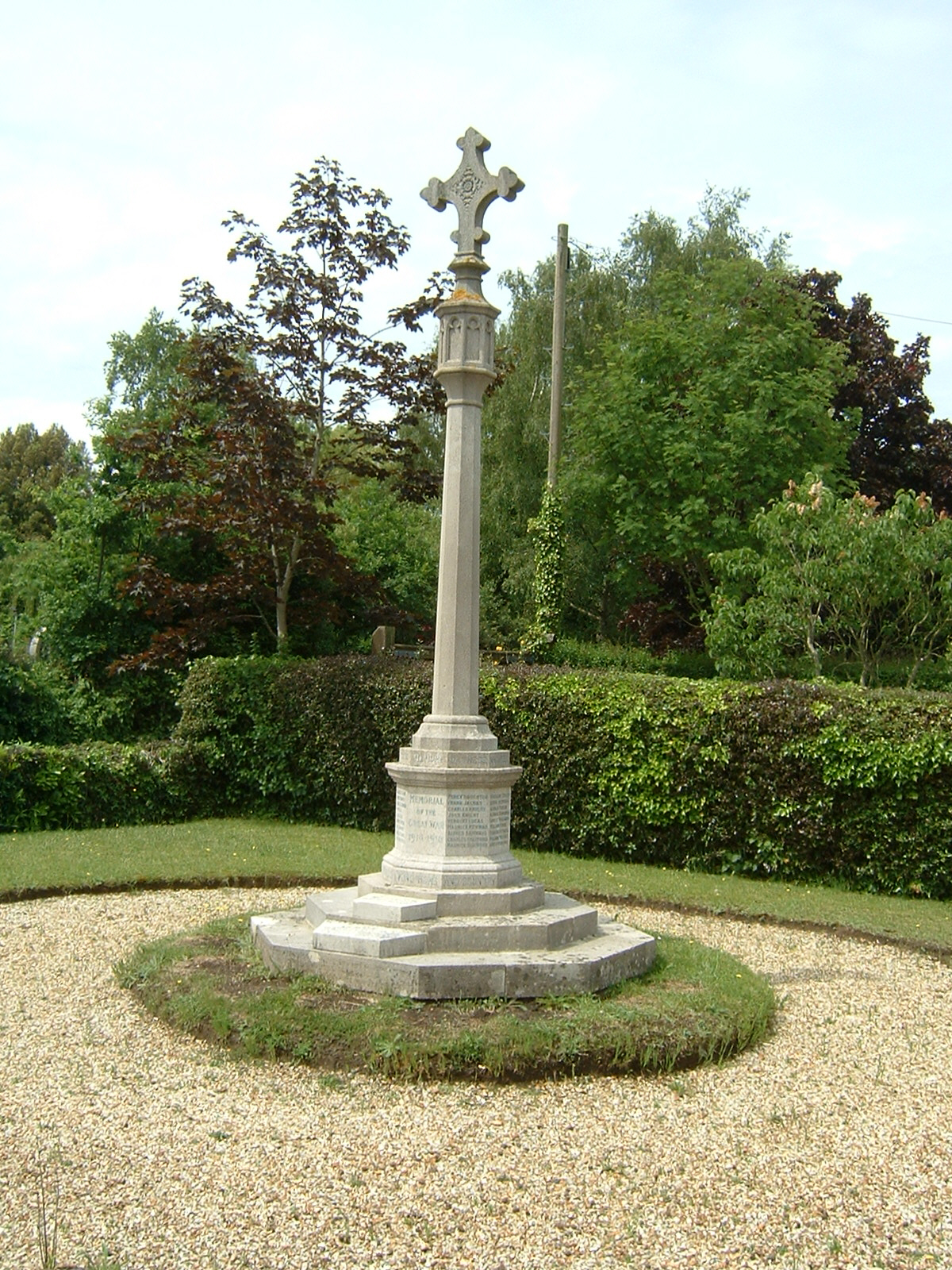
Mémorial de la guerre d'Hedge End

Pour éviter les raids aériens, certains citoyens de Southampton ont loué un logement ou cherché refuge à Hedge End pendant la Seconde Guerre mondiale. En 1943 et 1944, pendant la préparation du débarquement de Normandie, Hedge End fait partie de la sous-zone Z de la zone C. St Johns Road et Upper Northam Road sont indiqués sur une carte militaire datée du 1er mai 1944 comme étant des routes opérationnelles pour le flux de véhicules militaires autour de la zone. Upper Northam Road est également enregistré sur cette carte comme étant utilisé comme parc de véhicules.
Une bombe volante V-1 est tombée sur le HMS Cricket, un camp militaire juste à l'extérieur de Hedge End le 15 juillet 1944.

### Ville en devenir
Le développement d'une autoroute a permis à Hedge End de s'étendre davantage au cours des deux dernières décennies du XXe siècle, en tant que banlieue de Southampton.
Hedge End est situé près des jonctions 7 et 8 de l'autoroute. Avec l'accès à la nouvelle infrastructure, il y a eu une expansion rapide du village avec des parcs de bureaux, des supermarchés en périphérie et de nouvelles zones résidentielles.
Le développement majeur le plus récent à Hedge End a été celui de Grange Park, situé au nord et à l'est du centre du village. Le conseil paroissial a décidé de donner au village le statut de ville en 1992, et le conseil a été rebaptisé Hedge End Town Council.
Hedge End est jumelé avec Comines-Warneton, en Belgique. La charte de jumelage a été signée en 1994, mais très peu d'activités de jumelage ont lieu.

## Démographie
La population a augmenté rapidement, passant d'environ 1 000 habitants dans les années 1950 à environ 17 978 en 2001.

## Culture

### Carnaval
Le premier carnaval de Hedge End a eu lieu en 1921 pour collecter des fonds pour payer les services d'une infirmière, car il n'y avait pas d'installations médicales à Hedge End à cette époque. Le carnaval a actuellement lieu chaque année le premier samedi de juillet. Le jour du carnaval, la reine du carnaval est couronnée par un dignitaire local et mène la procession du carnaval, accompagnée de la cour du carnaval composée de princes et de princesses, dans les rues de Hedge End. Tous les bénéfices générés par le Carnaval et les événements associés sont reversés à des organisations bénévoles et caritatives locales.

### Station de radio
La ville possède sa propre station de radio à but non lucratif: Skyline Gold sur 102.5FM. Fondée par David Gates, Skyline a été initialement financée par des subventions mais s'appuie désormais sur la publicité des entreprises locales pour couvrir les frais de fonctionnement nécessaires. Depuis le 10 février 2007, Skyline diffuse en direct sur Internet.